# Hausmannskost

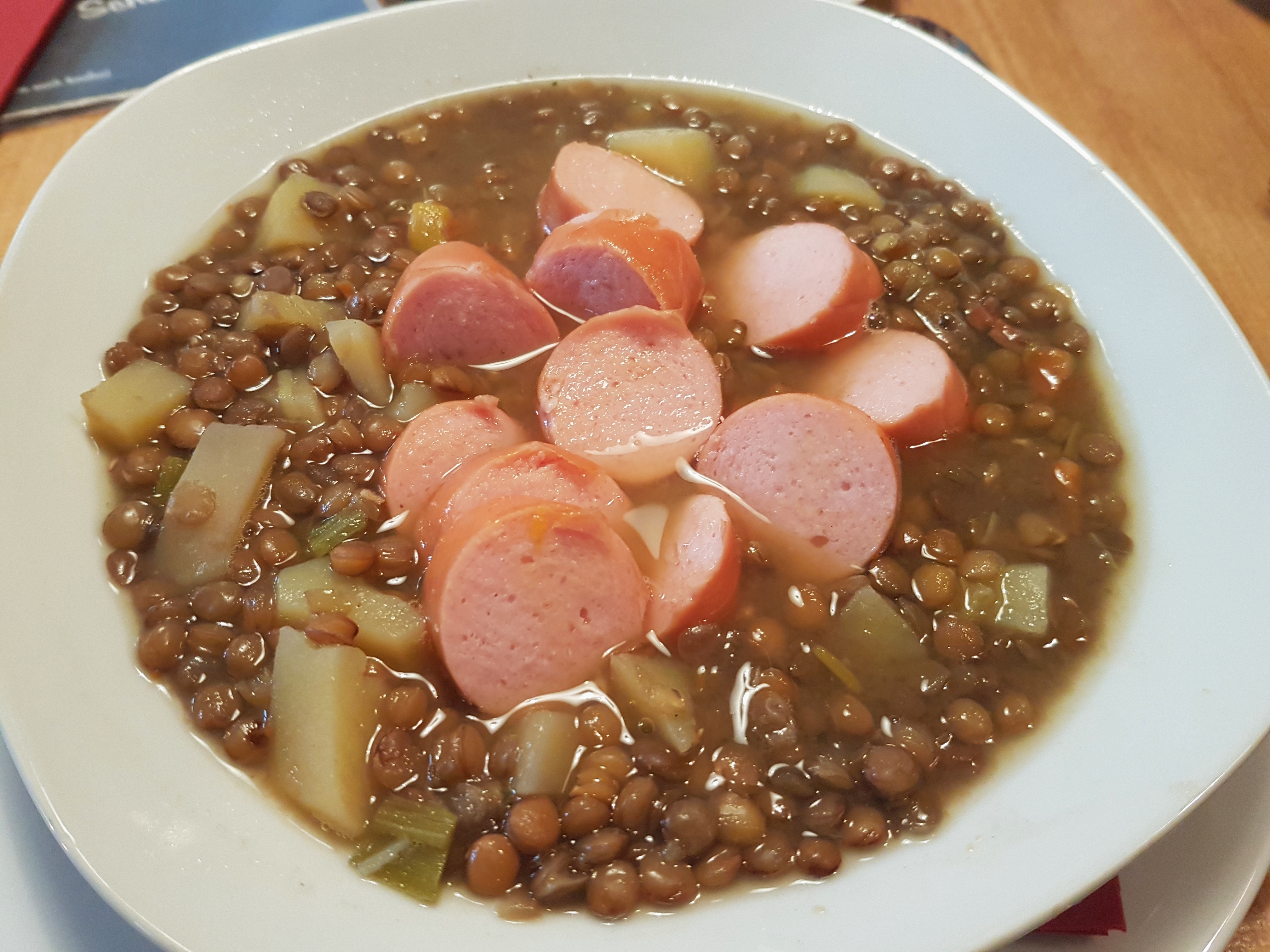
Typische Hausmannskost: Linseneintopf (hier mit Birnen und Bockwurst)

Als Hausmannskost werden deftige, nahrhafte und traditionell zubereitete Gerichte der bürgerlichen Küche bezeichnet.

## Allgemeines
Das Wort „Hausmann“ stammt aus dem 16. Jahrhundert aus dem mittelhochdeutschen hūsman, „Hausherr, Hausbewohner, Mietmann, Burgwart“. Zutaten der Hausmannskost entsprechen dem klimatisch und geografisch bedingten Nahrungsangebot in der jeweiligen Region der Nationalküche (Ausnahme: importierte Gewürze), müssen aber nicht zwingend auch dort produziert sein. Die Zubereitung stellt einen Kompromiss zwischen der Qualität der Mahlzeit und dem Aufwand für die Nahrungszubereitung dar, die neben anderer Hausarbeit oder Berufstätigkeit stattfindet.
Im Deutschen Wörterbuch der Brüder Grimm ist der Begriff bereits enthalten und wird definiert als „Nahrung wie sie ein Hausvater gewöhnlich für sich und die Seinigen bereiten läszt“. Der Hausvater war der männliche Vorstand eines (ländlichen) Privathaushalts im Sinne von Pater familias; die Bezeichnung bezog sich nicht auf seinen Familienstand. Auch Johann Christoph Adelung verwendete den Begriff 1793 in Bezug auf den ländlichen Haushalt. Die deutsche Hausväterliteratur enthielt auch Kochrezepte und war ein Vorläufer der bürgerlichen Kochbücher. Das Universal-Lexikon der Gegenwart und Vergangenheit bezeichnet als Hausmannskost 1857 „einfache nährende Speisen, wie sie meist in Familien des Mittelstandes genossen werden“. Attribute sind einfach, wohlschmeckend und kräftig.

## Entwicklung
Jules Gouffé teilte im Jahre 1867 die französische Küche in „La Cuisine de Ménage“ (deutsch „Hausmannskost“) und „La Grande Cuisine“ (deutsch „große Kochkunst“) auf, wodurch sich die Grande Cuisine von der Hausmannskost auch begrifflich trennte. Während die Grande Cuisine von aufwändiger Zubereitung, Verwendung auch sehr teurer Zutaten und phantasievollen Menüs geprägt war und meist nur in entsprechenden Restaurants angeboten werden konnte, war die Hausmannskost Frankreichs auch durch Hausfrauen herstellbar.
Noch bis ins 20. Jahrhundert war es allgemein üblich, dass der Hausherr bei der häuslichen Ernährung bevorzugt wurde und sein Essen mehr Fleisch, Fett, Speck, Eier, Hülsenfrüchte usw. enthielt als das der übrigen Familien- und Haushaltsmitglieder.
Heute steht der Begriff Hausmannskost in der deutschen Küche für zwar meist schlichte, aber üppige Gerichte aus eher preiswerten Zutaten, deren Geschmack häufig von gepökeltem und geräuchertem Fleisch oder durch kräftiges Braten oder Schmoren und einen hohen Fettgehalt bestimmt wird.
Beispiele sind Schinkenbrot, Strammer Max, Bauernfrühstück, Speckknödel, Eisbein mit Sauerkraut oder Schweinshaxe, Kasseler mit Sauerkraut, Gulasch, Schlachtplatte, Omeletts, Pfälzer Saumagen, Sauerbraten, Rinderrouladen, Königsberger Klopse, Hackbraten, Grünkohl mit Pinkel, Labskaus und vergleichbare Speisen. Auch Innereien werden regional verwendet wie beispielsweise bei Beuschel, Berliner Leber oder Kronfleisch.